# 天主教桑梅利馬教區
天主教桑梅利馬教區（拉丁語：Dioecesis Sangmelimaensis）是喀麥隆一個羅馬天主教教區，屬雅溫德總教區。
教區成立於1963年1月18日，位於南部省東部。2004年有教友85,001人（佔轄區總人口56.9%）、十五個堂區、十九名司鐸。現任教區主教為基道霍·佐阿。